# Herzschlag
Herzschlag (в переводе с нем. — «Сердцебиение») — дебютный мини-альбом немецкой группы Stahlmann, играющий в стиле Neue Deutsche Härte. Издан 21 августа 2010 года на лейбле AFM Records.

## Об альбоме
Треки «Hass und Liebe» (известен как Hass mich, lieb mich) и «Marschieren» в 2010 году вошли в дебютный альбом группы, Stahlmann.

### Отзывы критиков
Немецкий сайт nachtaktiv-web.de оценивает песни с промодиска Herzschlag как «звучащие достаточно убедительно».

## Список композиций
| №  | Название                              | Длительность |
| -- | ------------------------------------- | ------------ |
| 1. | «Marschieren» (Идущие)                | 3:12         |
| 2. | «Göttin» (Богиня)                     | 2:59         |
| 3. | «Hass und Liebe» (Любовь и ненависть) | 3:06         |
| 4. | «Herzschlag» (Сердцебиение)           | 2:54         |

## Чарты
| Чарты                        | Наивысшая позиция |
| ---------------------------- | ----------------- |
| Deutschen Alternative Charts | 18                |

## Участники записи
- Mart — вокал, программирование
- Alex — гитара, программирование
- Tobi — гитара, программирование